# Oyèrónkẹ Oyěwùmí
Oyèrónké Oyèwùmi (10 de noviembre de 1957) es una académica feminista nigeriana que trabaja como profesora asociada de Sociología en la Universidad de Stony Brook (Nueva York).

## Biografía
Nació en Nigeria, estudió en la Universidad de Ibadán y en la Universidad de Berkeley (California). Es profesora asociada de Sociología en la Universidad Estatal de Nueva York en Stony Brook, donde ha impartido cursos sobre género y globalización así como sobre teoría feminista.
Obtuvo numerosas becas de investigación como la Rockefeller, la presidencial y la de la Fundación Ford. La última que recibió fue una beca de Humanidades Rockefeller sobre seguridad humana (2003-2004), administrada por el Consejo Nacional de Investigación sobre la Mujer (NCRW). Sus campos de interés son la sociología de género, el conocimiento y la cultura, así como la sociología histórica comparada, la teoría feminista, los feminismos transnacionales, la teoría social, las desigualdades sociales en los sistemas locales, regionales y mundiales, los estudios africanos, y los estudios poscoloniales.
Además, ha recibido premios por sus publicaciones como es el caso de su monografía The Invention of Women: Making an African Sense of Western Gender Discourses, que ganó el Premio del Libro Distinguido de 1998 en la Sección de Género y Sexo de la Asociación Americana de Sociología, así como fue finalista para el Premio Herskovitts de la Asociación de Estudios Africanos ese mismo año.

## Investigaciones
Su trabajo interdisciplinario se centra en un punto de vista africano muy poco representado en la academia. Sus investigaciones destacan por el reflejo que hace en ellas de experiencias de la vida cotidiana africana para esclarecer cuestiones teóricas hacia una amplia gama de disciplinas como la Sociología, Ciencias Políticas, Estudios de mujeres, Religión, Historia, y Literatura.
Oyèrónké desarrolla sus investigaciones al margen de la influencia de los estudios occidentales. La autora evita de este modo el análisis de la realidad africana desde el prisma de los trabajos europeos y americanos que no contemplan las particularidades culturales.
En 2010 recibió una invitación del Centro de Estudios de Género de la Universidad de Kazajistán para forma parte de un grupo internacional que trabaja con un proyecto conocido como Género, Nación y Descolonialidad en Asia Central gracias a publicaciones como la ya mencionada La invención de las mujeres: Una perspectiva africana sobre los discursos occidentales de género.
Su análisis sobre los estudios occidentales se basa en argumentar que, estos, se fundamentan en un análisis unilateral y universalista en el que se analiza de la misma forma las culturas occidentales y la africana, lo que supone un grave problema pues elimina cualquier crítica y análisis de la cultura propia de cada región. Ataca también los estudios elitistas que emanan de este mismo enfoque que se imponen en la enseñanza básica de cualquier país o región. Esta idea la plasma en sus propias vivencias.

Comencé mi viaje académico estudiando Ciencias Políticas en la Universidad de Ibadán (UI), Nigeria. La mayoría de nuestros estudios se centraron en el Estado, y leímos a los teóricos políticos occidentales Karl Marx, los teóricos del contrato social, Joseph Schumpeter, Jeremy Bentham y Nicolás Maquiavelo entre otros.
El plan de estudios se basó en nociones de "civilización occidental" y la universalidad de sus experiencias se dio por sentada. También tomamos varios cursos sobre política africana que me permitieron comprender el importante papel de la colonización en la constitución del Estado en África.
Sin embargo, cuando solicité la postgrado en los Estados Unidos en la década de 1980, decidí ingresar en Sociología y no en ciencia política. ¿Por qué? Durante mi carrera de pregrado en UI, tomé solo un curso de sociología, la "Sociología de la familia" en la que estudiamos textos sociológicos occidentales estándar sobre la familia. Aprendimos poco o nada sobre los sistemas familiares africanos. Sin embargo, el curso de sociología particular me dejó una profunda impresión en relación con los intereses que había comenzado a desarrollar en la familia como institución.

Llegué a ser muy consciente de la variedad de organizaciones familiares en la sociedad nigeriana, habiendo crecido en una familia africana grande, afluente y más "tradicional", en agudo contraste con muchos de mis amigos cuyas madres tenían educación universitaria y vivían en lo que parecía ser familias nucleares occidentales.

Continuando con su biografía, menciona la falta de criterio de los Estudios de Género occidentales al entender como universal el papel de la mujer a lo largo de la Historia en todos los países.

Habiendo aprendido cuánto tenía que ver la colonización con los cambios en las formas familiares, mi interés era estudiar la intersección de la colonización y la familia. La sociología, me pareció, era la disciplina en la que podía estudiar a la familia; la ciencia política no tenía espacio para eso. En este momento no entendí claramente la división público/privado en el pensamiento occidental y cómo pudo haber moldeado los límites de diferentes disciplinas. En el momento en que me inscribí en la Universidad de California en Berkeley en 1980, no sabía que había un área de estudio nueva y en desarrollo llamada Género o Estudios de la Mujer. Por lo tanto, me sorprendieron gratamente los cursos ofrecidos, y me inscribí de inmediato en mi primer seminario de sociología del género. En mis clases de género, me sorprendieron las grandes y grandiosas afirmaciones que se hacen sobre las mujeres de todas las sociedades y de todos los tiempos: afirma que las mujeres son impotentes, y que en todas las sociedades a través del tiempo las mujeres han sido oprimidas. No vi la evidencia de estos reclamos; deben basarse en la suposición de que debido a que las sociedades occidentales tenían cierto aspecto, entonces todas las demás sociedades tenían que ser así.

De esta forma, Oyèrónké también ataca la idea preconcebida de entender y analizar a la mujer como un único ser universal con unas características similares en todas las culturas del mundo. En este caso, analiza su caso personal con las investigaciones que realizó a la tribu de los Yoruba y de cómo este caso no seguía las normas que se habían impuesto desde la Academia para entender los roles de género. También apunta que la Antropología, como disciplina, otorga cierta luz en estos estudios para entender que no todas las culturas siguen los mismos patrones, concluyendo que África se encuentra dentro de una realidad cultural diferente que tampoco es entendida por los occidentales.

Es más, debido a que la igualdad de las mujeres era un signo de civilización y porque Occidente era supuestamente la región más civilizada del mundo, los occidentales creían que ninguna sociedad podría haber sido organizada de manera diferente.

La antropología fue la disciplina que trajo a Occidente la idea de que el género se construye socialmente, que las sociedades organizaron las categorías de género de diferentes maneras y que, por lo tanto, el género debe entenderse como una construcción social y no biológica.
Esta afirmación no hizo mella en las afirmaciones universalistas de Occidente cuando los antropólogos dieron la vuelta al mundo para buscar la subordinación de las mujeres y las mujeres. Desde este punto de vista, no había dudas de que las "mujeres" existían como una categoría, como un tema, siempre ya constituido y listo para ser estudiado.
La antropología del curso de género que tomé en Berkeley lo dejó muy en claro cuando examinamos investigaciones que pretendían ser sobre una tribu llamada "mujeres". Uno de los textos más influyentes durante este período fue Mujeres, cultura y sociedad, un tomo antropológico editado por Michele Rosaldo y Louise Lamphere en la que varios eruditos afirmaron que la subordinación de la mujer es universal.
Estaba particularmente intrigada por la constante afirmación de que, a pesar de que las diferencias entre hombres y mujeres no eran tan grandes, las sociedades humanas utilizaban todo tipo de artificios como el lenguaje y la organización familiar para enfatizar y exagerar estas diferencias para mantener a las mujeres impotentes y subordinado Esta afirmación me fascinó porque el idioma yoruba contrarrestaba por completo esa declaración. En lugar de percibir a hombres y mujeres como diferentes, los yoruba en realidad los presentan como lingüísticamente iguales.
Señalé en mis clases que Yoruba era un lenguaje sin género por excelencia en el sentido de que no había pronombres de género o categorías de parentesco por género. Los yoruba no tienen una sola palabra para hijo, hija, hermano o hermana en su vocabulario cotidiano.
De manera similar, las categorías de Yoruba traducidas a marido y mujer en inglés no eran específicas de género porque ambas categorías incluían personas de ambos sexos anatómicos. En todo caso, expliqué en las clases que tomaba que las categorías de parentesco yoruba expresaban la antigüedad y no el género.

Lo más importante, continué, la jerarquía dentro de la familia no se basaba en el género, sino que la conducta privilegiaba a la persona que era mayor en cualquier interacción particular en un momento dado. Al parecer, nadie quería involucrarse con mis hallazgos. Cuando levanté la mano en clase y me opuse a estas suposiciones universales injustificadas sobre hombres y mujeres, mis comentarios fueron ignorados o descartados. Posteriormente, llegué a entender que África no cuenta mucho en las teorías sobre la condición humana.

## Obras publicadas
Entre sus obras más reconocidas está African Women and Feminism: Reflecting on the Politics of Sisterhood, en la que se analiza la opresión común de todas las mujeres y sus relaciones culturales e internacionales. Describe la representación simbólica y funcional de las mujeres africanas y de la errónea perspectiva feminista occidental a la hora de analizar a las mujeres de África, así como el dominio de hombres y mujeres occidentales en la producción del conocimiento de dicho continente.
También Gender Epistemologies in Africa: Gendering Traditions, Spaces, Social Institutions and Identities. Por otro lado ha sido editora de African Gender Studies Reader y es autora del libro The Invention of Women: Making an African Sense of Western Gender Discourses, donde crea un sentido africano de los discursos de género occidentales.
En esta entrega argumenta que la narrativa de la corporeidad de género que domina la interpretación occidental del mundo social es un discurso cultural y no puede asumirse sin crítica por otras culturas. Concluye que el género no solo se construye socialmente, sino que también es histórico, así como que el despliegue actual de género como categoría social universal y atemporal no puede separarse del predominio de las culturas occidentales en la globalización ni de la ideología del determinismo biológico (sustento del sistema occidental de conocimiento. Esta obra, a su vez, ganó el Premio del Libro Distinguido de 1998 en la Sección de Género y Sexo de la Asociación Americana de Sociología y fue finalista del Premio Herskovitts de la Asociación de Estudios Africanos ese mismo año.

## Obras
- Gender Epistemologies in Africa: Gendering Traditions, Spaces, Social Institutions and Identities (edited), Palgrave (2011).
- African Gender Studies Reader (edited), Palgrave: New York (2005).
- African Women and Feminism: Reflecting on the Politics of Sisterhood (edited), Africa World Press, Trenton: New Jersey (2003).
- The Invention of Women: Making an African Sense of Western Gender Discourses, University of Minnesota Press, Minneapolis.
- What Gender is Motherhood? Changing Yorùbá Ideals of Power, procreation, and Identity in the Age of Modernity, Palgrave Macmillan: New York (2016)